# Więzadło skokowo-piętowe tylne

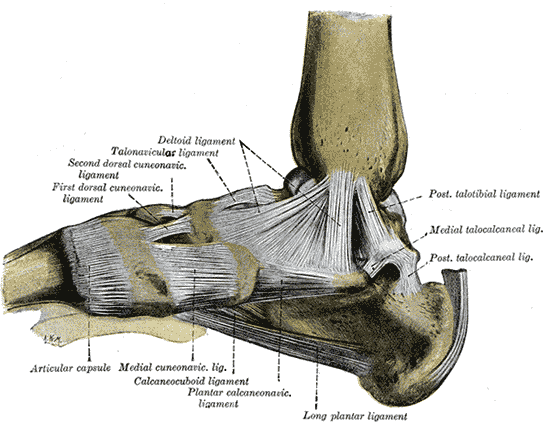
Więzadła stopy – widok z boku. Więzadło skokowe-piętowe tylne (post. talocalcaneal ligament) znajduje się w dolnej części grafiki po stronie prawej.

Więzadło skokowo-piętowe tylne (łac. ligamentum talocalcaneum posterius) – w anatomii człowieka jedno z więzadeł stawu skokowego tylnego. Przyczepia się do guzków wyrostka tylnego kości skokowej oraz do powierzchni górnej kości piętowej.